# فرحزاد

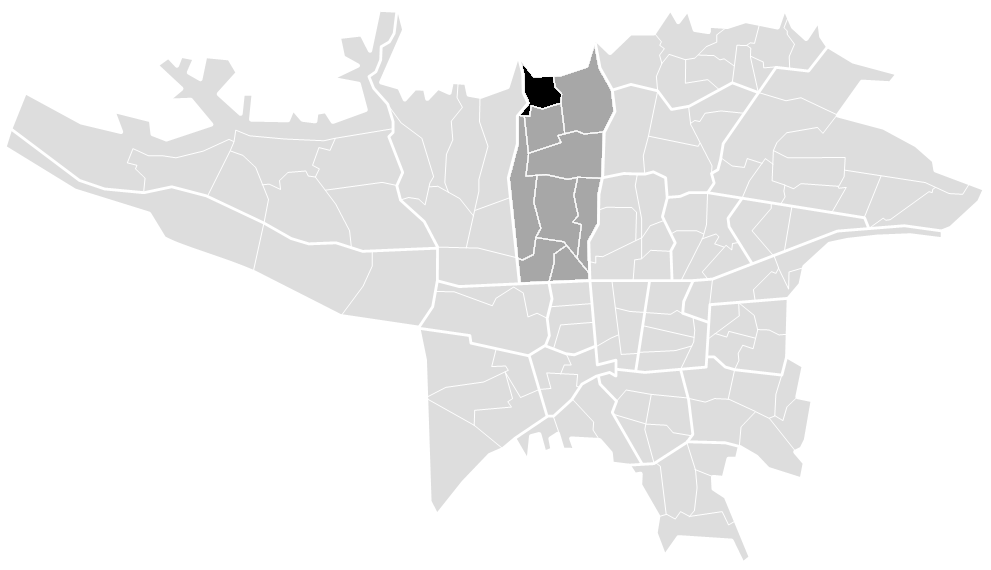
محل فرحزاد (رنگ سیاه) در منطقه ۲ شهر تهران.

فَرَحزاد، محله‌ای واقع در شمال تهران است که از بزرگراه یادگار امام، جاده فرحزاد و بلوار فرحزادی شهرک غرب قابل آمد و شد است. فرحزاد از محلات تهران است و جزئی از منطقه ۲ شهرداری تهران به حساب می‌آید.
محله فرحزاد، از محله‌های قدیمی تهران است که از گذشته به‌صورت روستایی سردسیر و خنک در مسیر جاده امامزاده داوود استقرار داشته و به مرور زمان و در اثر توسعه پایتخت به‌صورت محله‌ای از شهر تهران درآمده است. محله فرحزاد از بخش‌های خوش آب و هوای شمال غرب شميران به حساب می‌آید که در منطقه۲ شهرداری تهران واقع شده‌است. ضلع شمالی این محدوده به دامنه‌های ارتفاعات رشته کوه البرز منتهی می‌شود، ارتفاع ۱۸۰۰ متر از سطح دریا که حد شمالی شهر تهران است.
در متون قدیم آمده‌است که مردم دهکده «دولاب» و «تهران» پیرو مذاهب اهل سنت و اهالی «ونک» و «فرح‌زاد» شیعه مذهب بوده‌اند. اعتضاد السلطنه فاصله تهران تا فرحزاد را دو فرسخ نوشته‌است.
این محله که از محلات قدیمی تهران می‌باشد، به دلیل هوای با طراوت و فرح انگیزش به همین نام معروف شده‌است. فرحزاد گردشگاه ییلاقی شهروندان تهرانی است که در فصل تابستان به خاطر توتستان‌های پربارش پذیرای اهالی شهر است.
ضلع غربی آن به دره و رودخانه فرحزاد محدود می‌شود که از دامنه‌های البرز آغاز شده و تا بزرگراه یادگار امام محدوده محله را تعیین می‌کند. از سمت شرق نیز خیابان گلپاد و جاده قدیم امامزاده داوود و همچنین مرز بین شهرک‌های مسکونی و تپه‌های مشرف به منطقه فرحزاد به‌عنوان مرز شرقی محله شناخته می‌شوند. در اطرف فرحزاد در شرق، محلهٔ سعادت آباد و در جنوب شرقی آن محلهٔ شهرک غرب واقع شده‌است.
فرحزاد از ۳ محله که عبارتند از "محله فرحزاد بالا (شمال اتوبان یادگار امام)"، "فرحزاد پائین (جنوب اتوبان یادگار امام)" و "محله امامزاده"، تشکیل شده‌است.
فرحزاد توسط شهرداری تهران طی 3 سال نابود شده و تبدیل به یک خرابه شد.
سازمان زیباسازی شهرداری تهران در طرحی که با عنوان «ساماندهی تفرجگاه‌های تهران» که در ۲۹ آبان ۱۳۸۶ کلنگ‌زنی شده‌است، در حال محوطه‌سازی و ساخت باغ ایوان در قسمتی از این محله‌است.
فرحزاد به محل تفریحی معروف می باشد که در آنجا کافه و رستوران فراوان وجود دارد.

## تاریخچه
ده (روستای) فرحزاد در گذشته از جمله مناطقی بود که به صورت شبانه‌روزی حیات شهری در آن جریان داشته‌است، اما از زمانیکه جادهٔ امامزاده داود ساخته‌شد، این روستا که یکی از روستاهایی بود که مدخل ورودی محور امامزاده داود در قدیم می‌بود تقریباً کارکرد پیشین خود را از دست داد و اتوبان یادگار امام نیز به قسمی ساخته‌شد که عملاً محدودهٔ فرحزاد را به دو قسمت شمالی و جنوبی تقسیم کرد، و در نتیجه اتفاقاتی در این محله افتاد که سرانجامِ آن، تبدیل منطقهٔ فرحزاد به یک جزیره فراموش شده بود.
فرحزاد تا پیش از اصلاحات ارضی متعلق به سید یعقوب انوار و رحیم اتحادیه بود.

## ساخت‌و سازها
به دلیل قرارگیری این رود دره در مجاورتِ دو گسلِ جدیِ در شهر تهران، در نتیجه مباحث تدقیق، و پدافند غیرعامل نیز برای طرح‌های آیندهٔ دیده‌شده برای این منطقه لحاظ خواهد شد. از جمله آنکه جهت نحوه و میزان بارگذاری فراتر از توان اکولوژیک رود دره و بافت پیرامونی و تأثیرات نامطلوبی که این کار خواهد داشت در دستور کار دبیرخانه کمیسیون ماده ۵ قرار داشته و پس از طی مراتب قانونی توسط شهرداری تهران، به جهت ملاحظات یکپارچگی محدوده‌های مذکور، جهت تصویب به شورای‌عالی شهرسازی و معماری می‌رود؛ و تدوین و اجرای برنامه عملیاتی و اولویت‌بندی اجرایی پیشگیری از تهدیدات زلزله و رانش زمین مد نظر است؛ و در خصوص باغات محدوده فرحزاد در هر پهنه و زیرپهنه ای که واقع شده باشند و با استناد به سند اصلی مصوب طرح جامع شهر تهران (۱۳۸۶) و ویژگی‌های محیط زیستی منحصر به فرد رود دره فرحزاد لازم گشته‌است که «هرگونه» ساختِ بنا یا حتی نوسازی، صرفاً در حد توان اکولوژیک منطقه باشد؛ و به منظور ملاحظه ویژگی‌های اکولوژیک و ضرورت‌های حاصل از مطالعات محیط زیست در خصوص جریان آب‌های زیرسطحی این منطقه لازم گشته‌است ضوابط ساخت یا نوسازی در کلیه پلاک‌های محدوده فرحزاد به نحوی اصلاح شود که «تعداد طبقات از سه طبقه بیشتر نباشد»؛ و در خصوص احداث زیرزمین نیز احداث زیر زمین بیشتر از یک طبقه توصیه نشده‌است.

## امامزادگان فرحزاد

### امامزاده صالح (فرحزاد)
سید محمد تقی مصطفوی دربارهٔ امامزاده صالح می‌نویسد: 
«بنای امامزاده در سال ۹۸۶قمری یعنی سال دوم سلطنت سلطان محمد پدر شاه عباس ساخته شده‌است، و نسب صاحب مرقد که در زیارت نامه ذکر شده او را پسر امام زین العابدین معرفی می‌کند.»
امامزاده دیگری در منتهی‌الیه شمالی فرحزاد است، که به «امامزاده ابوطالب» خوانده می‌شود. بخشی از ساختمان آن مربوط به دوره فتحعلی شاه یا محمد شاه است و قسمت دیگری از آن بنا به دوره ناصرالدین شاه تعلق دارد.

### مش محمدعلی عاشق بود
تصویر «مش محمدعلی» از ذهن اهالی فرحزاد به این زودیها پاک نمی‌شود. تصویر آخرین خادم امامزاده صالح (ع) که در شمال امامزاده زندگی می‌کرد. «مش محمدعلی عاشق امامزاده بود و برای خدمت به عشقش دستمزدی نمی‌گرفت. او زمانی خادم اینجا بود که اطراف امامزاده تمام زمین خالی و کشاوررزی قرار داشت. غروبها اهالی می‌ترسیدند اطراف امامزاده بروند، چون امکان داشت که گرگ آنها را بدرد. جمعیت فرحزاد هم به ۴۰ خانوار نمی‌رسید اما «مش محمد علی» صبح زود هنوز هوا گرگ و میش نشده به سمت امامزاده حرکت می‌کرد. تابستانها را همراه خانوادهاش در مقبره حاج سلیمان (کدخدای ده) می‌گذراند. پس از فوت او، همسرش هاجرخانم خادم امامزاده شد. «الهه شهرکی» یکی از زوار محلی امامزاده دربارهٔ هاجر خانم می‌گوید که زمستانها در حوض آبی وسط حیاط امامزاده درپوشی می‌گذاشت تا ماهیهای قرمز امامزاده از سرما یخ نزنند. حالا هم امامزاده ۲ خادم ثابت خانم، ۶ خادم ثابت آقا و ۲۵ خادم افتخاری خانم و ۷۴ خادم افتخاری آقا و ۲ کفشدار دارد.

## فرحزاد در لغت
عباس اقبال آشتیانی دربارهٔ فرحزاد در «جغرافیای بلاد و نواحی» در مجله یادگار (سال اول) نوشته‌است: «فرح زاد در شمال غربی طهران بین تجریش و کن واقع است. نام این ده در کتاب «منتقله الطالبیه» آمده، اما به شکل فرزاد که املای قدیم آن فره زاد است. بعدها قیاس عامیانه «فره» را به «فرح» عربی مبدل ساخته و فره زاد و فرزاد را فرح زاد کرده‌است. مؤلف کتاب «منتقله الطالبیه» نام جمعی از سادات مهاجر را می‌برد که به این قریه پناهنده شده و در آنجا سکونت اختیار کرده بوده‌اند.»
در این کتاب این نام با دو ذال و به صورت فرذاذ نوشته شده. فاضل معاصر سید حسن خرسان از این آبادی با نام فرازاذ یاد کرده‌است.
راقم گوید: «فره» (به فتح اول و شد دوم وهای ساکن) به معنای شأن و شوکت است؛ و «زاد» به معنای توشه است؛ و مجموع به معنای «توشه با عظمت» است.

## وجه تسمیه فرحزاد
هرچند جمعی بر اساس نام مشهور امروزی این آبادی یعنی «فرحزاد» وجه تسمیه آن را به اشتباه، بدان سبب که جایی فرحبخش و خوش آب و هوا بوده‌است، منسوب به «فرح» دانسته‌اند، اما چنان‌که آمد، نام اصلی آن «فره زاد» بوده و به سبب پیدایش آب در آنجا آن را «توشه عظیم» شمرده‌اند.
ضرب‌المثل فارسی: تو بگو ف، من میرم فرحزاد!